# Chrysocraspeda rothschildi
Chrysocraspeda rothschildi là một loài bướm đêm trong họ Geometridae.